# Sophia Martinsson
Sophia Fredriksdotter Martinsson, född 31 mars 2003, är en svensk skådespelare.
Martinsson har i SVT-produktionen Festen spelat, Zafirah, en av huvudrollerna. I SVT-produktionen Bror spelade hon den återkommande karaktären Wilma.

## Filmografi
- 2019–  – Festen (TV-serie)
- 2022 – Bror (TV-serie)